# Ускалык
Ускалык (в верховье Большой Ускалык) — река в России, протекает по Башкортостану и Оренбургской области. Устье реки находится в 38 км по левому берегу реки Большой Ик. Длина реки составляет 47 км, площадь водосборного бассейна 470 км².

## Притоки
- 11 км: Чумаза (лв)
- 15 км: Акберда (лв)
- 16 км: Ингерча (пр)
- 27 км: Малый Ускалык (пр)

## Данные водного реестра
По данным государственного водного реестра России относится к Уральскому бассейновому округу, водохозяйственный участок реки — Большой Ик, речной подбассейн реки — подбассейн отсутствует. Речной бассейн реки — Урал (российская часть бассейна).
Код объекта в государственном водном реестре — 12010000612112200006313.